# 牛恩德
牛恩德（英語：Lily En-Teh New，1934年—2012年10月5日），上海人，美国华裔钢琴家。

## 生平
牛恩德幼时便开始学琴。1946年至1950年间，她曾就读于上海中西女中初中。1951年考入上海音乐学院，但后因罹患眼疾而退学。1957年，在病情好转之后，母亲带她赴英国留学，就读于伦敦市政厅音乐及戏剧学院与英国皇家音乐学院。1961年，她于英国的皇家艾伯特音乐厅建厅90周年之际为英国皇太后表演。1962年前往美国辛辛那提大学音乐学院深造，获钢琴与音乐教育两个硕士学位。1968年，又获音乐艺术博士学位。
后来牛恩德开始在世界各地巡回演出。1977年她首次回到中国演出，并探望了其表姑母宋庆龄。此后她还多次受中华人民共和国文化部之请赴中国演出，并与中央管弦乐团、上海交响乐团合作。2007年上海音乐学院80周年院庆之时，她捐助成立了牛恩德钢琴音乐奖学金。

## 家庭
牛恩德是中国近代名医牛惠霖之女。她也是宋氏三姐妹的表侄女。由于她幼年丧父，著名翻译家傅雷（亦为钢琴家傅聪之父）将其认作干女儿。
牛恩德终身未婚，晚年曾认钢琴神童张胜量为义子。张胜量也因干妈姓牛而改名“牛牛”。